# خجالتی (فیلم ۱۹۱۷)
خجالتی (انگلیسی: Bashful) یک فیلم کمدی صامت کوتاه به کارگردانی آلفرد جی. گلدینگ است که در سال ۱۹۱۷ منتشر شد.

## بازیگران
- هارولد لوید
- اسناب پالرد
- باد جیمیسون
- ببه دنیلز
- سمی بروکس
- گاس لئونارد
- فرد سی. نیومیر
- بل میچل
- ویلیام بلیسدل
- ارل موهان